# رابرت فولک
رابرت فولک (انگلیسی: Robert Folk؛ زادهٔ ۵ مارس ۱۹۴۹) یک موسیقی‌دان است.
از فیلم‌هایی که وی در آن‌ها نقش داشته است، می‌توان به اسلحه پر ۱ اشاره نمود.